# Papaipema nephrassyntheta
Papaipema nephrassyntheta là một loài bướm đêm trong họ Noctuidae.